# Walter McGuffie
Walter McGuffie (ur. 7 grudnia 1916 w Bolton, zm. 8 kwietnia 1996 tamże) – brytyjski zapaśnik. Olimpijczyk z Londynu 1948, gdzie zajął jedenaste miejsce w kategorii do 52 kg, w stylu klasycznym.
Mistrz Wielkiej Brytanii w 1944, 1945, 1946 i 1949 roku.

## Letnie Igrzyska Olimpijskie 1948
| Konkurencja          | Rundy eliminacyjne             | Rundy eliminacyjne       | Klas. końcowa |
| Konkurencja          | Przeciwnik I                   | Przeciwnik II            | Miejsce       |
| -------------------- | ------------------------------ | ------------------------ | ------------- |
| 52 kg styl klasyczny | Muhammad Ali Abd al-Al (EGY) P | Frithjof Clausen (NOR) P | 11.           |